# Tram van Archangelsk

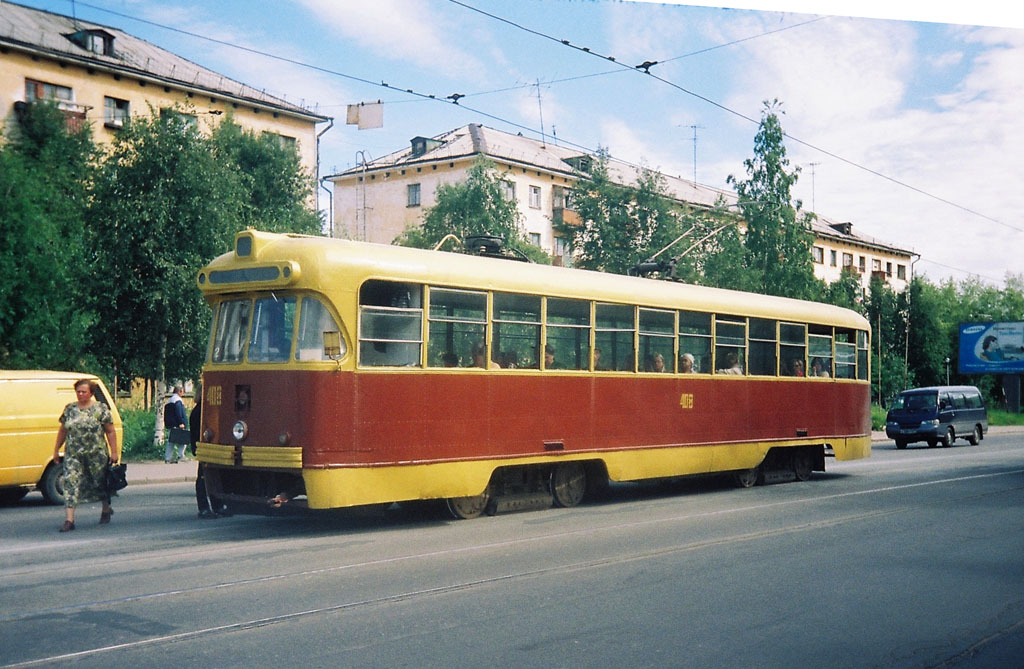
Een RVZ-6 tram onderweg in Archangelsk

Van 1916 tot 2004 werd de Russische stad Archangelsk bediend door een tramnet (Russisch: Архангельский трамвай). In 2004 werd de laatste lijn en daarmee ook het meest Noordelijke tramnet ter wereld gesloten. Voor 1916 kwam deze eer toe aan de tram van Kiruna (Zweden) en sinds 2004 aan de Noorse stad Trondheim.

## Geschiedenis
De bouw van de tram startte in 1914 en de eerste lijn opende op 26 juni 1916. Het net bestond lange tijd uit twee delen, namelijk een deel op het vasteland en een tweede op het eiland Solombala. Pas in 1956 kwam er een brug over de Kuznechikha rivier waardoor beide netten permanent verenigd werden. Tot dan werden de sporen tijdens bepaalde momenten in de winter soms rechtstreeks op het ijs gelegd. Dit was een praktijk die tijdens bepaalde winters ook toegepast werd in Sint-Petersburg.
Het einde van de Sovjet-Unie luidde voor veel Russische steden het begin in van een sterke achteruitgang van het openbaar vervoer. Het Solombala-netwerk werd opgeheven in 2000 door de vermeend slechte staat van de Kuznechikha-brug. Twee jaar later werd ingrijpend gesnoeid in de tramlijnen van het vasteland en op 21 juli 2004 reed de laatste tram binnen in de stelplaats. Nadien werden de tramsporen opgebroken.

## Rollend materieel
In de laatste jaren van de exploitatie, reden op het net volgende trams rond:
- LM-93 - twintig vierassige trams, tussen 1993 en 1999 gebouwd door de Petersburgse Tram Mechanische Fabriek (Петербургский трамвайно-механический завод (ПТМЗ)
- RVZ-6 - één tram

Vóór 2002 werden ook zes LVS-86T trams ingezet. Eén tram type KTM-1 werd gered van de sloophamer en bewaard als monument.